# Дербский дендрарий

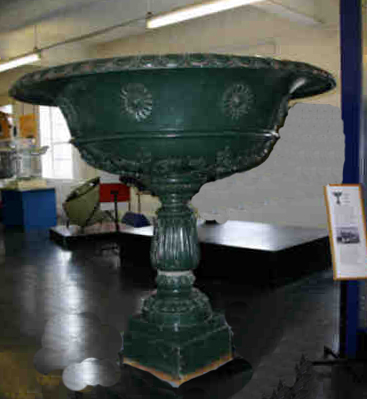
Одна из ваз, сделанных для Дербского дендрария компанией Andrew Handyside and Company около 1846 года; сейчас хранится в коллекции Промышленного музея Дерби

Дербский дендрарий (англ. Derby Arboretum) — общественный дендрарий, расположенный в британском городе Дерби. Это был первый ландшафтный городской парк культуры и отдыха в Англии, находящийся в государственной собственности. Он расположен в районе Rose Hill, примерно в миле к югу от центра города Дерби. После многих лет забвения Дендрарий был недавно полностью отремонтирован с помощью гранта Национальной лотереи почти в 5 млн фунтов стерлингов. Он включен в Регистр Парков и садов специального исторического интереса в Англии.
Дендрарий был подарен городу в 1840 году филантропом и бывшим мэром города Джозефом Страттом.

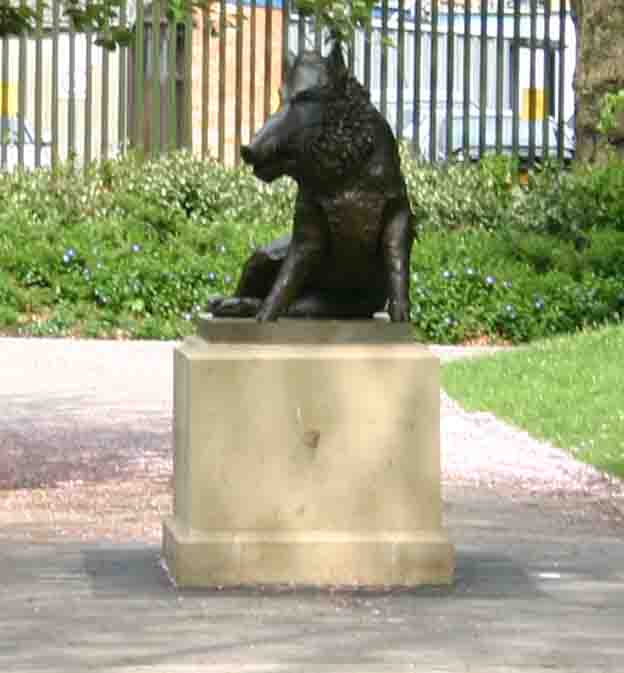
Флорентийский кабан

На протяжении многих лет Дендрарий вбирал в себя разнообразные постройки, статуи и украшения. Возможно, самым известным монмуентом на местном уровне является флорентийская статуя кабана, которая была первоначально размещена здесь в 1806 году, когда земля была в частной собственности Джозефа Стратта. Стратт поручил Уильяму Джону Кофе, скульптору Royal Crown Derby, сделать глиняную копию бронзовой статуи, которую он видел, когда он однажды посетил Mercato Nuovo (Новый рынок) в центре Флоренции. Глиняный кабан оставался на месте после создания дендрария, пока не был повреждён (фактически обезглавлен) во время немецкого воздушного налета на Дерби 15 января 1941 года. В январе 2002 года был зарегистрирован иск о том, что житель Дерби, как ребёнок, случайно оторвал голову кабана во время восхождения на статую. Современная бронзовая статуя была установлена в 2005 году.